# Clavus powelli
Clavus powelli é uma espécie de gastrópode do gênero Clavus, pertencente a família Drilliidae.